# Boltzmannconstante
| Waarde van {\displaystyle k} | Eenheid |
| ---------------------------- | ------- |
| 1,380 649·10−23              | J K−1   |
| 8,617 333 262...·10−5        | eV K−1  |
| 1,380 649·10−16              | erg K−1 |

De boltzmannconstante of constante van Boltzmann, weergegeven door {\displaystyle k} of {\displaystyle k_{\text{B}}}, is een natuurkundige constante die zowel het verband aangeeft tussen temperatuur en energie als tussen entropie en waarschijnlijkheid. De constante is naar de Oostenrijkse fysicus Ludwig Boltzmann genoemd, die omstreeks 1900 een belangrijke bijdrage leverde aan de statistische thermodynamica waarin deze constante een belangrijke rol speelt. De waarde werd later door Max Planck vastgesteld; hij kwam uit op 1,346·10−23 J K−1, ongeveer 2,5 % lager dan de huidige waarde:
{\displaystyle k=1{,}380\,649\cdot 10^{-23}\,\mathrm {J\,K^{-1}} }
Hierbij is J (joule) de eenheid voor energie en K (kelvin) de eenheid voor absolute temperatuur.
De constante van Boltzmann wordt gebruikt in de snelheidsverdelingswet van Maxwell-Boltzmann. Die geeft de verdeling van de snelheden van de moleculen in een gas weer.
De algemene gasconstante {\displaystyle R} is de boltzmannconstante vermenigvuldigd met de constante van Avogadro {\displaystyle N_{\text{A}}}. Er kan dan in mol gerekend worden in plaats van in aantallen deeltjes, wat bruikbaarder is in de praktijk. De waarde is
{\displaystyle R=k\,N_{\text{A}}=8{,}314\ 462\ 618\ \mathrm {J\,mol^{-1}K^{-1}} }.
In een thermodynamisch systeem in evenwicht bij de absolute temperatuur {\displaystyle T} volgt uit het equipartitiebeginsel dat de thermische energie gemiddeld gelijk is aan {\displaystyle {\tfrac {1}{2}}kT} per vrijheidsgraad. Voor een beweging in één dimensie is de thermische energie per deeltje {\displaystyle {\tfrac {1}{2}}kT}. De gemiddelde thermische energie van een deeltje van een ideaal gas, dat in drie dimensies beweegt zonder interne vrijheidsgraden, is {\displaystyle {\tfrac {3}{2}}kT} . De energie {\displaystyle kT} bij 300 K, of 27 °C, is 4,14·10−21 J, of 25,9 meV.
Het verband tussen entropie {\displaystyle S}  (een macroscopische grootheid) en het aantal mogelijke microtoestanden {\displaystyle W}  behorende bij een gegeven macrotoestand is:
{\displaystyle S=k\ln W}

## Definitie sinds 2019
Volgens de voorgestelde herdefinitie van de basiseenheden, waaronder ook een herdefinitie van de kelvin, heeft de boltzmannconstante van 20 mei 2019 af als exacte waarde 1,380 649·10−23 J K−1 gekregen. 